# Rimsko pravo
Rimsko pravo (ius Romanum, ius Romanorum) označava pravni poredak koji je vrijedio u rimskoj državi od osnutka Rima, koji se prema predaji veže uz 753. godinu pr. Kr., pa do smrti istočnorimskog cara Justinijana 565. godine. Zaključnu fazu toga razvoja čini kodifikacija cara Justinijana - Corpus Iuris Civilis. 
Rimski pravnici bili su prvenstveno pravni praktičari, što znači da nisu bili skloni teoriji i filozofiji prava (zanimljivo je da čak nisu ostavili ni konkretnu definiciju prava). Rimski pravnici ostavili su iza sebe velik broj izreka i ideja o pravu, odnosno pravnoj znanosti. Ulpijan je "definirao" neka temeljna načela prava u izreci honeste vivere, alterum non laedere, suum cuique tribuere (pošteno živjeti, drugoga ne vrijeđati, svakome dati ono što mu pripada). 
Recipirano rimsko pravo je negdje prije, a negdje kasnije prestalo vrijediti kao pozitivno pravo, te je zamijenjeno građanskim kodifikacijama, tako u Francuskoj s Napoleonovim Code Civile iz 1804. godine, u Austriji austrijskim Općim građanskim zakonikom iz 1811., najzad i u Njemačkoj jedinstvenim njemačkim Građanskim zakonikom iz 1896. godine.
Rimski klasični pravnici postavili su prve temelje pravne znanosti. Njihovo djelo su nastavili i dovršili glosatori i postglosatori u Italiji, primat u proučavanju rimskog prava potom preuzimaju francuski pravnici kasnog srednjeg vijeka, a potom njemački i nizozemski pravnici, počevši od 16. stoljeća. Tako su na temelju rimskog prava izgrađeni pravni pojmovi, klasifikacije i kategorizacije osnovnih pravnih instituta, koje je prihvatila pravna znanost svih civiliziranih naroda. 

## Razdoblja rimskog prava
Rimska pravna povijest obuhvaća vremensko razdoblje od trinaest stoljeća. Uobičajena podjela poznaje četiri razdoblja razvitka rimskog prava, utvrđena prema značajnim političkim i društveno-ekonomskim zbivanjima.
- 1. razdoblje civilnog prava - obuhvaća vrijeme nastanka rimske države i prva tri stoljeća Rimske Republike (od 753. pr. Kr. do kraja drugog punskog rata 201. pr. Kr.);

- 2. razdoblje honorarnog prava - obuhvaća posljednja dva stoljeća Republike (od 201. pr. Kr. do osnivanja Carstva (uvođenja principata po Augustu) 27. pr. Kr.);
- 3. razdoblje klasičnog prava - vrijeme principata (od 27. pr. Kr. do smrti Aleksandra Severa 235. godine) ;
- 4. razdoblje postklasičnog prava - razdoblje dominata (od 235. do smrti cara Justinijana 565. godine).

Većina romanista razvoj rimskog prava percipira na način da je ono svoj vrhunac doživjelo u razdoblju klasičnog prava, pad je doživjelo u razdoblju postklasičnog prava, da bi ga ponovno uzdigla djelatnost cara Justinijana, koji je svojim Corpus iuris civilis stvorio nenadmašiv sustav prava. Tijekom srednjeg vijeka, od 7. do 12. stoljeća, u Europi dolazi do gotovo potpunog napuštanja sustava rimskog prava: pravo mediteranskog imperija s razvijenom trgovinom i gradskim životom nije bilo prikladno za feudalno ustrojene države u kojima je trgovačka aktivnost bila slaba, a politički i društveni život se u cijelosti odvijao u uvjetima seoskog života. U vrijeme kasnog srednjeg vijeka i gotike je djelatnošću tzv. glosatora i postglosatora došlo do obnove pravne struke, a s vremenom i primjene Justinijanovog Corpus iuris civilis. Glosatori su bili prva generacija pravnika na novoosnovanim sveučilištima, koji su svoje komentare i definicije dopisivali uz rubove prijepisa antičkih tekstova, kao svojevrsne "fusnote", a postglosatori njihovi nasljednici, koji su pisali knjige u kojima su prezentirali i komentirali rad glosatora. 
Makar su pravnici - uključujući i predavače rimskog prava na pravnim fakultetima - skloni idealizirati tzv. recepciju rimskog prava u gotici i renesansi, činjenica je da je upravo zahvaljujući toj recepciji u pravne sustave Europe ponovo uvedena tortura: u feudalnim srednjovjekovnim pravima tortura se uglavnom nije koristila.

## Podjela rimskog prava
Najčešća podjela prava danas, je ona iz XIX. stoljeća, tzv. pandektna (pandectae - grčko ime Digesta). Po njoj građansko pravo dijelimo na:    
1. Statusno pravo
2. Obiteljsko pravo
3. Stvarno pravo
4. Obvezno pravo
5. Nasljedno pravo
6. Građanski postupak

Iako primjenjiva na rimsko pravo, ova podjela nije nešto po čemu bi rimski pravnik prepoznao svoj pravni sustav. Duhu rimskog pravničkog razmišljanja bliži je tzv. Gajev ili "institucionalni" sustav građanskog prava (prema "institucije", naziv za udžbenik kojim je u antici započinjala pravnička edukacija: iznimno dobar Gajev udžbenik iz 2. stoljeća je u 6. stoljeću bio polazište za izradu "Justinijanovih institucija", koje su na sveučilištima korištene kao "pravnička početnica" čak do sredine 20. stoljeća):  
- Ius Privatum - Privatno pravo 
  - Ius quod ad personas pertinet (doslovce: pravo koje se odnosi na osobe)
    - Osobe sui iuris te alieni iuris (doslovce: vlastitog i tuđeg prava)
    - Latini i Peregrini
    - Rimski građani

  - Ius quod ad res pertinet (doslovce: pravo koje se odnosi na stvari) 
    - Rimsko stvarno pravo
    - Rimsko pravo sukcesija za slučaj smrti (nasljedno pravo)
    - Rimsko obvezno pravo

  - Ius quod ad actiones pertinet (doslovce: pravo koje se odnosi na tužbe)
    - Rimske tužbe i druga procesna sredstva
- Postupci: 
  - Legisakcioni postupak
  - Formularni postupak
  - Ekstraordinarni postupak

Osim toga rimsko pravo obuhvaća i javni dio, danas manje značajan: 
- Ius Publicum - javno pravo

gdje su osobito važna pitanja: 
- Ustavnopravni koncepti i instituti Rima te
- Rimsko kazneno pravo

## Utjecaj rimskog prava nakon prestanka rimske države
Nakon sloma Zapadnog Rimskog Carstva nastavlja život kroz Bizantsko pravo te kroz recepciju Rimskog prava u barbarskim državama Zapada tijekom srednjega vijeka. Ponovno oživljava tijekom renesanse, kada se njegovi instituti iznova otkrivaju te izučavaju za potrebe novonastale robne privrede u začetku kapitalističkog sustava. Nakon toga, sve do danas, ima utjecaj i živi u institutima, osobito građanskim, i u suvremenom pravu. 
Recepcija rimskog prava uobičajeni je naziv za preuzimanje rimskog prava u državama zapadne i srednje Europe. Preuzeto je kao pozitivno pravo koje je bilo supsidijarno, opće pravo pored feudalnog, partikularnog prava. Osnovni uzrok recepcije rimskog prava je razvoj buržoaskih odnosa u srednjovjekovnim gradovima koji su tražili svoju pravnu formulaciju: porast trgovine i pojava rano-kapitalističkih odnosa.